# Luce del Medioevo
Luce del Medioevo è un saggio storico della storica francese Régine Pernoud. In questo libro l'autrice rivaluta il periodo del Medioevo, a suo avviso ritenuto erroneamente solamente come un periodo oscuro.